# Cloud Commander
Cloud Commander — двухпанельный файловый менеджер для операционных систем: Linux, Windows и Mac OS. Программа написана на языке программирования JavaScript. Cloud Commander является свободным программным обеспечением и распространяется под лицензией MIT.

## Особенности
- Клиент-серверная архитектура позволяющая подключаться удаленно к файловому менеджеру[2].
- Работа в браузере[3].
- Настраиваемая авторизация.
- Использование технологий diff[4]  и Web Storage для ускорения операций считывания и записи файлов[3].

## Возможности
- Меню по правой кнопке мыши.
- Быстрый просмотр текстовых файлов и изображений.
- Работа с локальными файлами.
- Работа с облачными хранилищами (Dropbox, Google Drive)[3].
- Встроенный эмулятор терминала[5].
- Встроенный текстовый редактор с подсветкой синтаксиса.
- Drag-and-drop.

## Используемые программные компоненты
- Socket.IO
- Node.js — интерпретатор.
- Ace — текстовый редактор.
- jq-console - эмулятор терминала.